# Leworfanol
Leworfanol, C17H23NO – organiczny związek chemiczny, opioid, lewoskrętny komponent racemorfanu.
Wykazuje silne działanie przeciwbólowe. Jest od 6 do 8 razy silniejszym opioidem od morfiny i prawie 3 razy od heroiny. Średnia całkowicie znieczulająca dawka substancji wynosi 3 mg przy podaniu doustnym (równe 60–70 mg siarczanu morfiny) i 1,5 mg przy podaniu dożylnym (równe 10–15 mg siarczanu morfiny).